# Caixa de correio
Caixa de correio, caixa postal ou marco de correio é um repositório público para depositar remessas postais (como cartas, cartões-postais etc.) para serem transportadas pelo correio. O termo também é usado comumente para um recipiente privado que serve para colher o correio individual destinado a uma pessoa ou organização.

## Caixas de correio no mundo

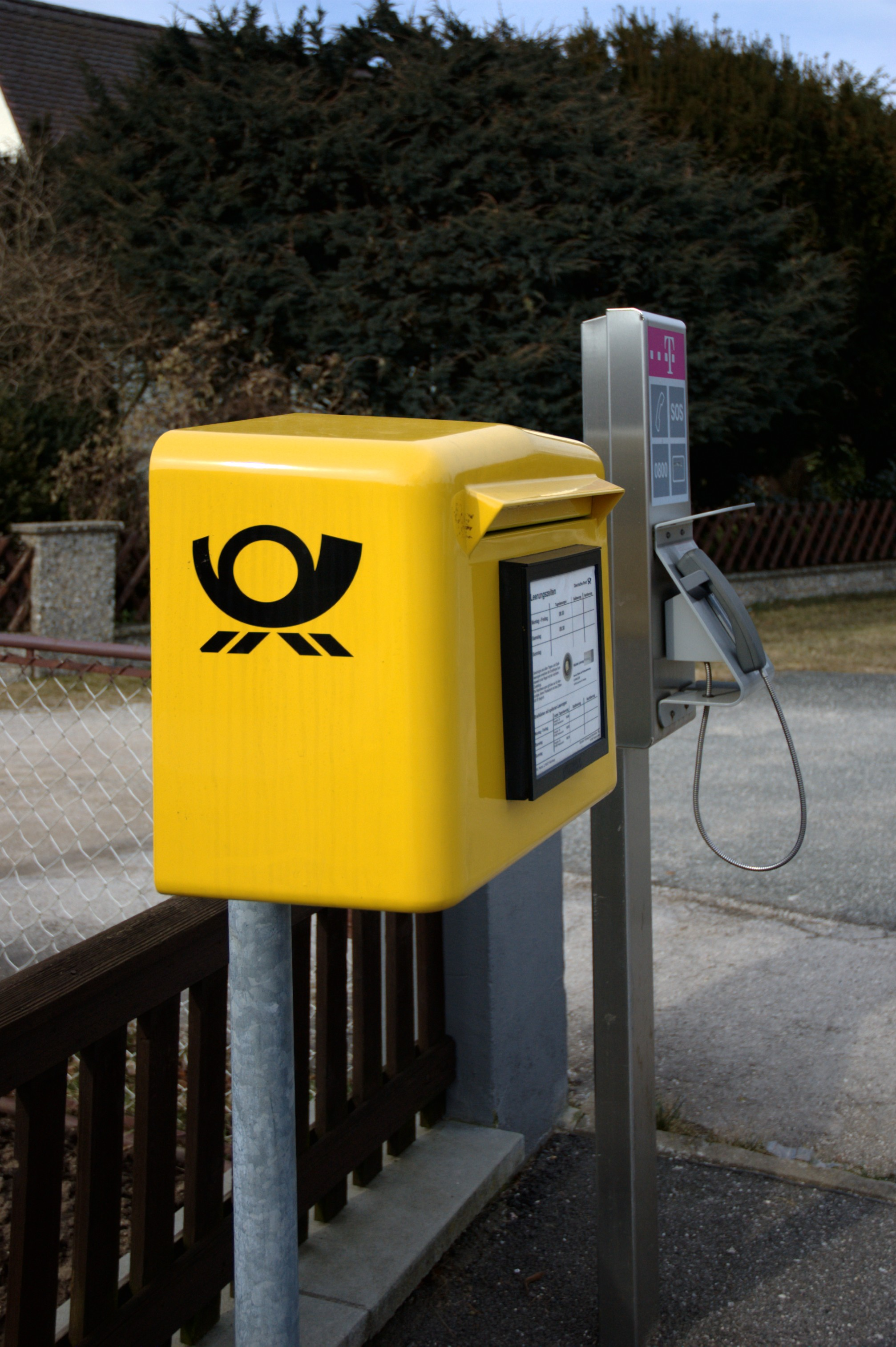
Alemanha
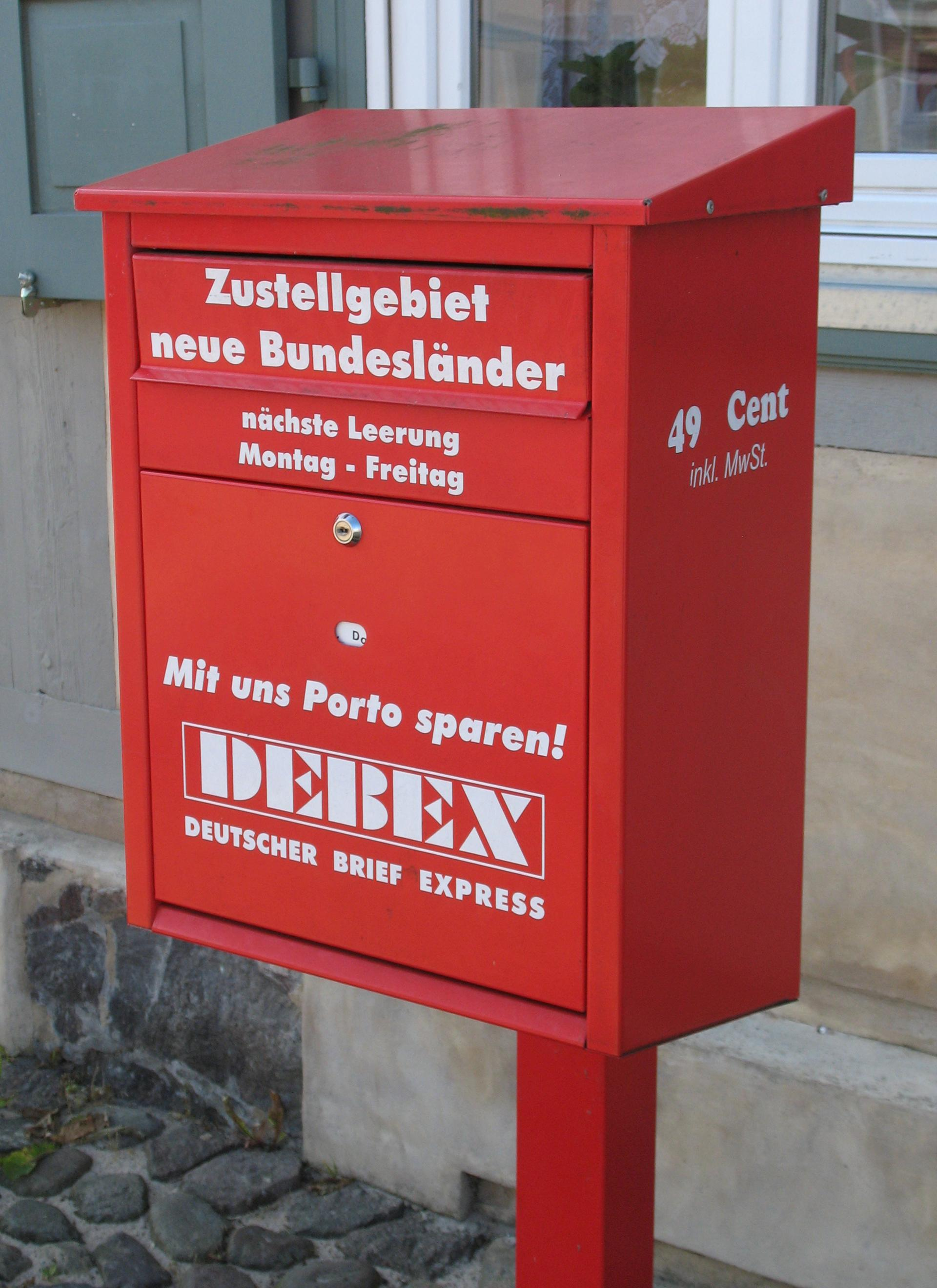
Liebenwalde, Alemanha
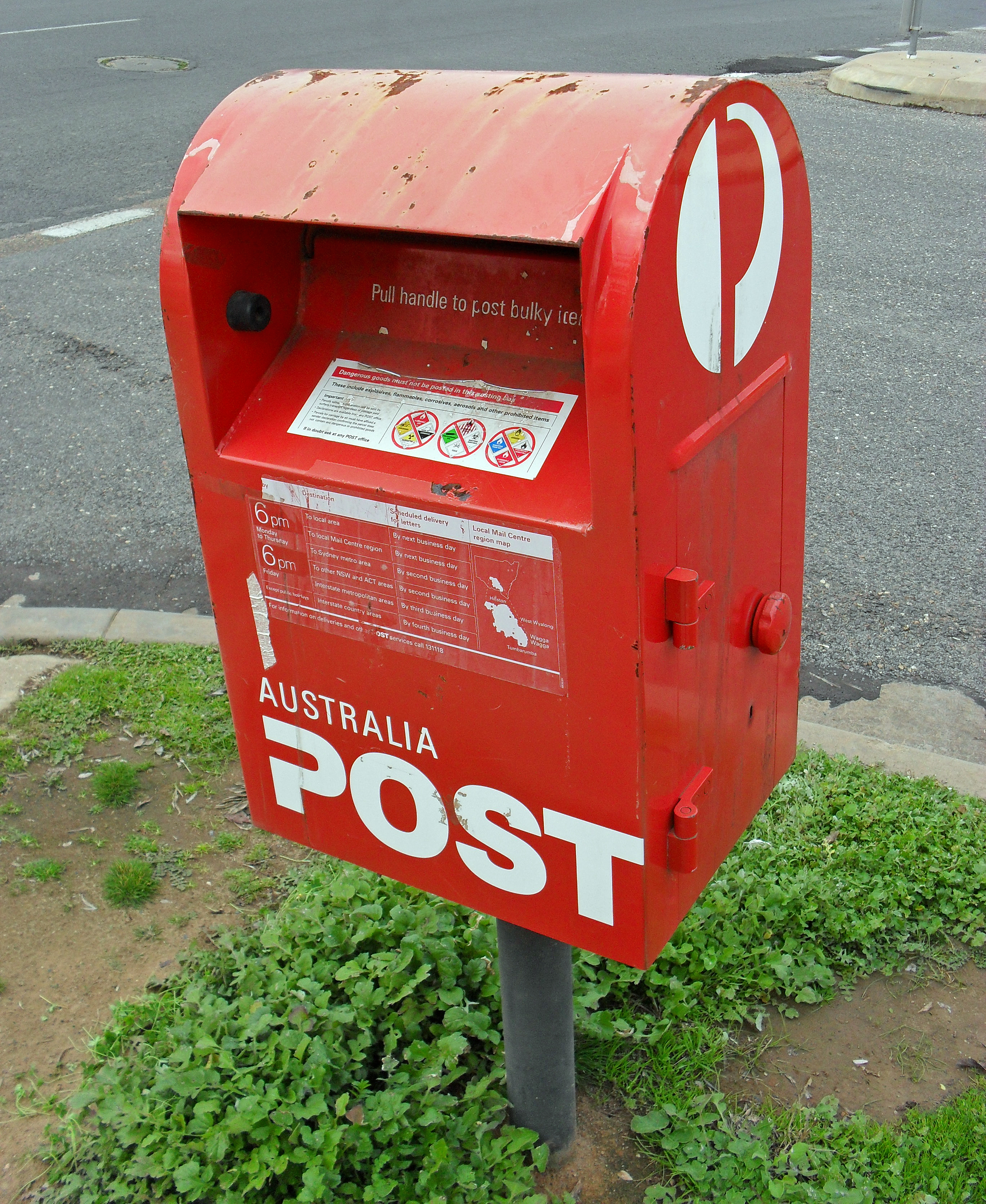
Austrália
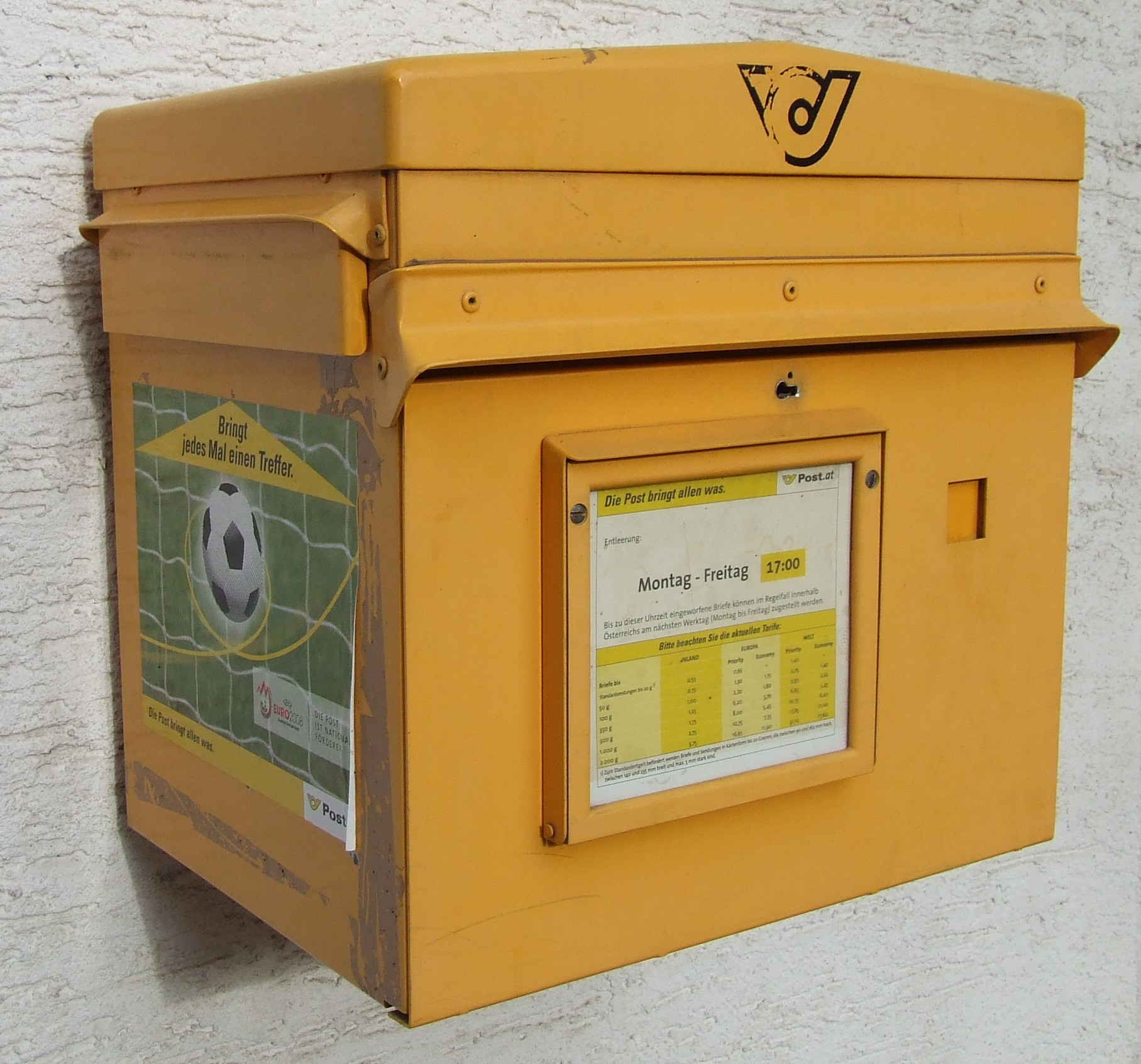
Áustria
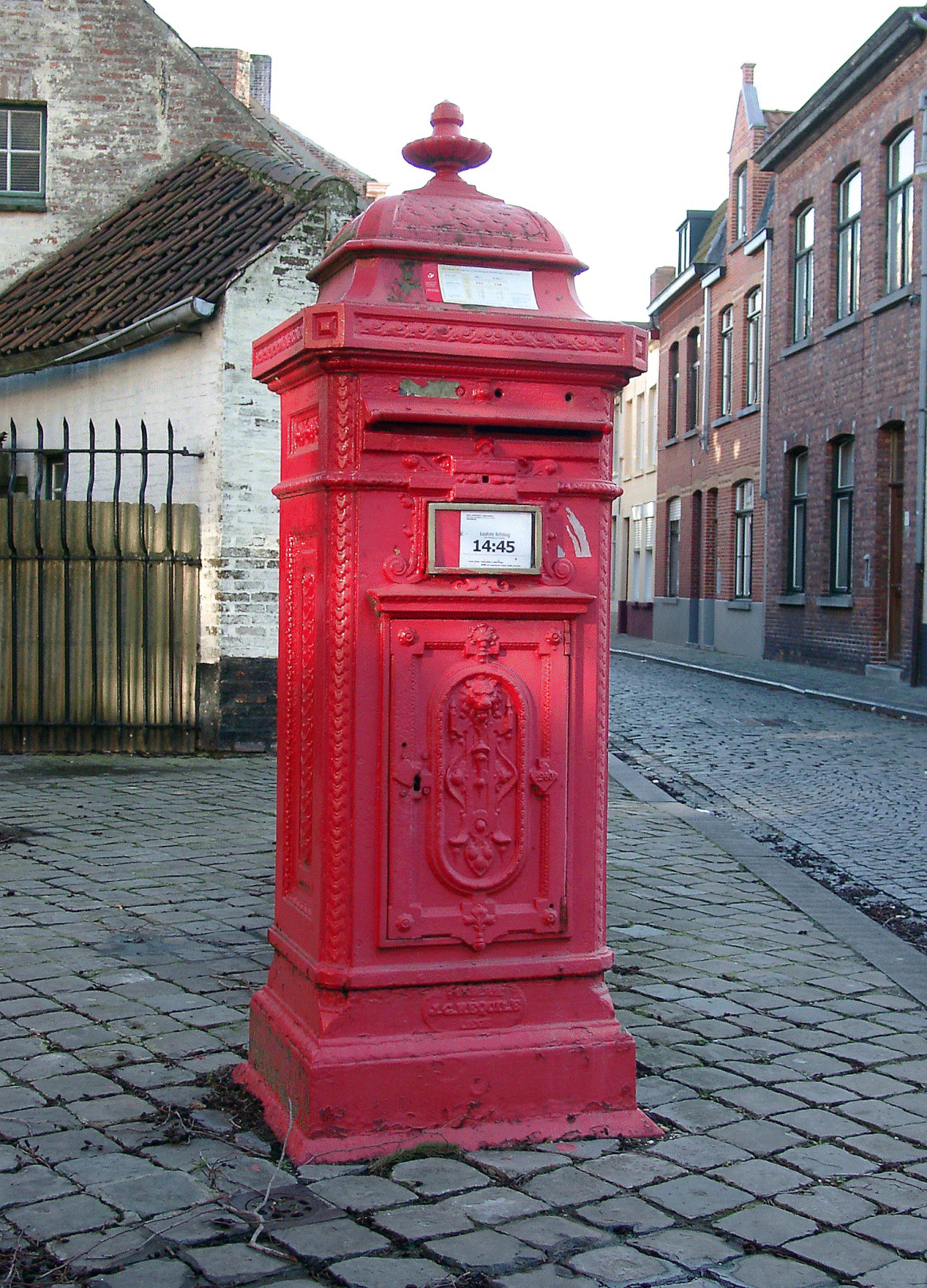
Bélgica
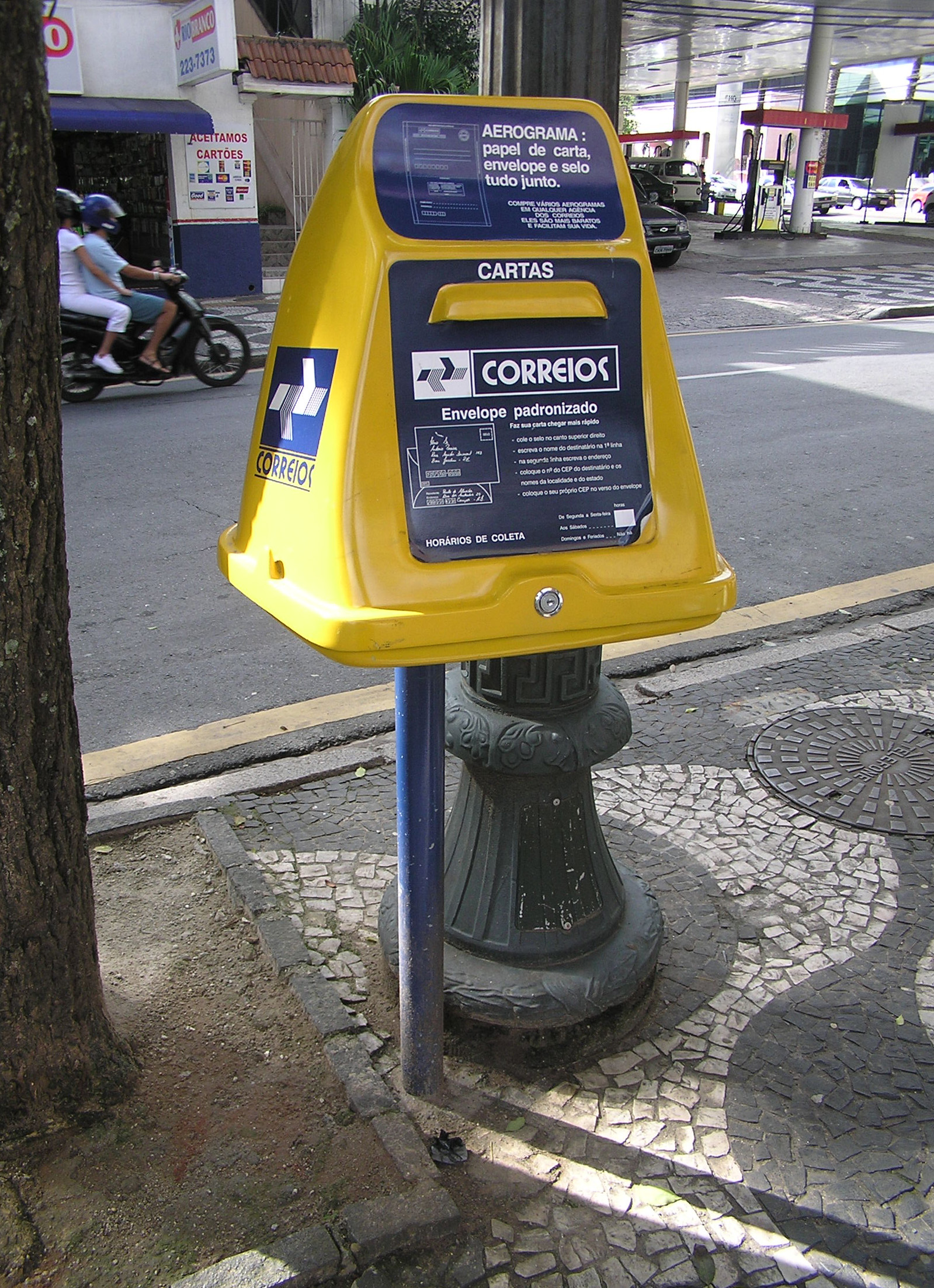
Brasil
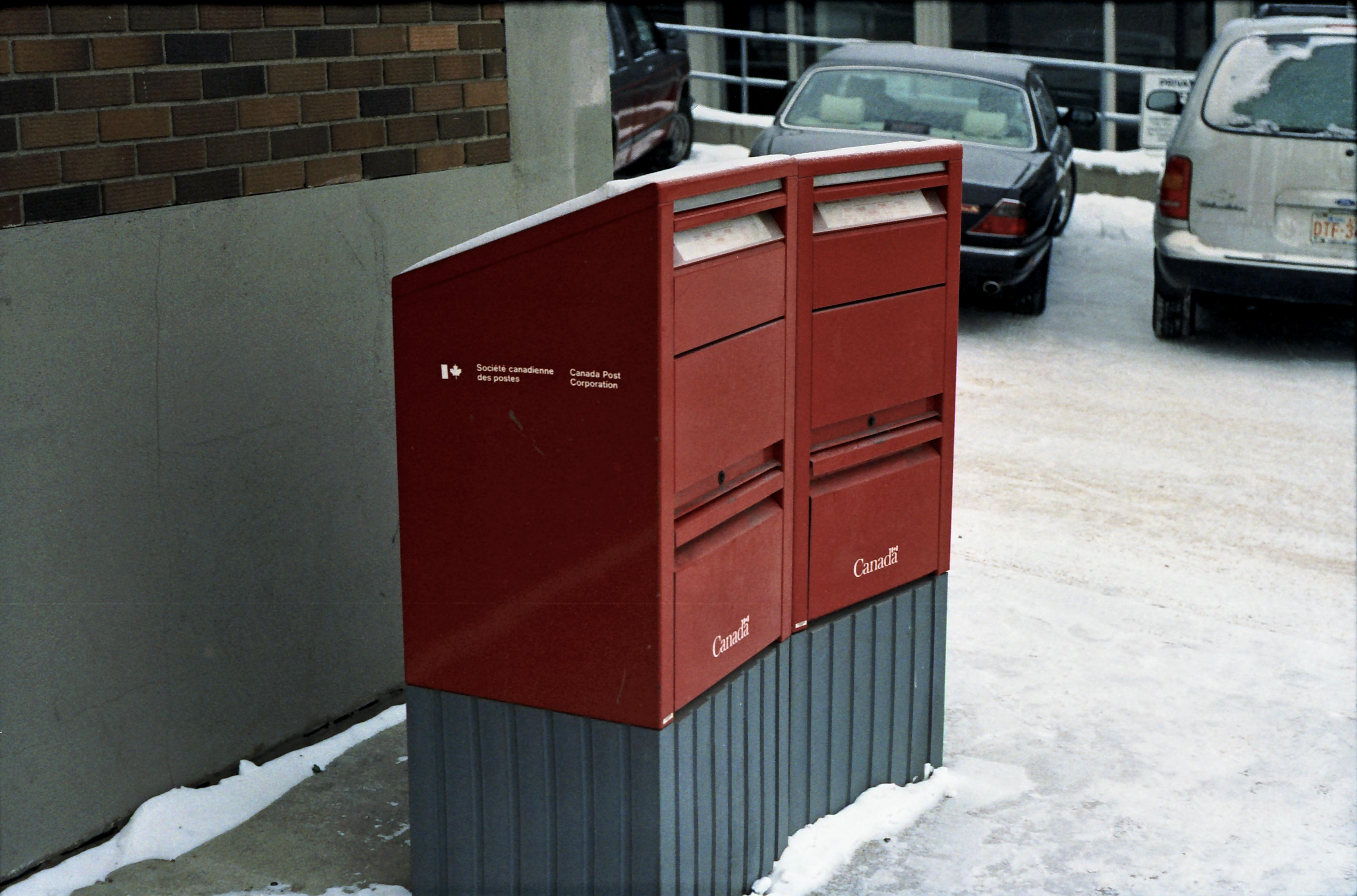
Canadá
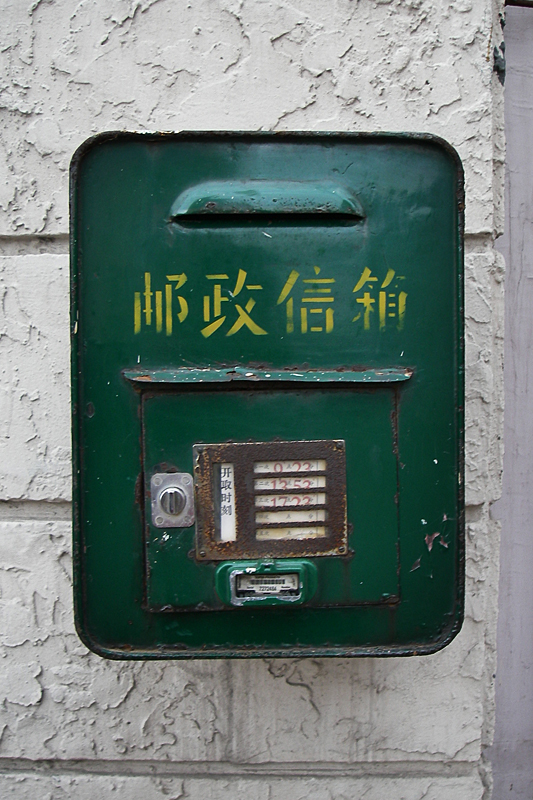
China
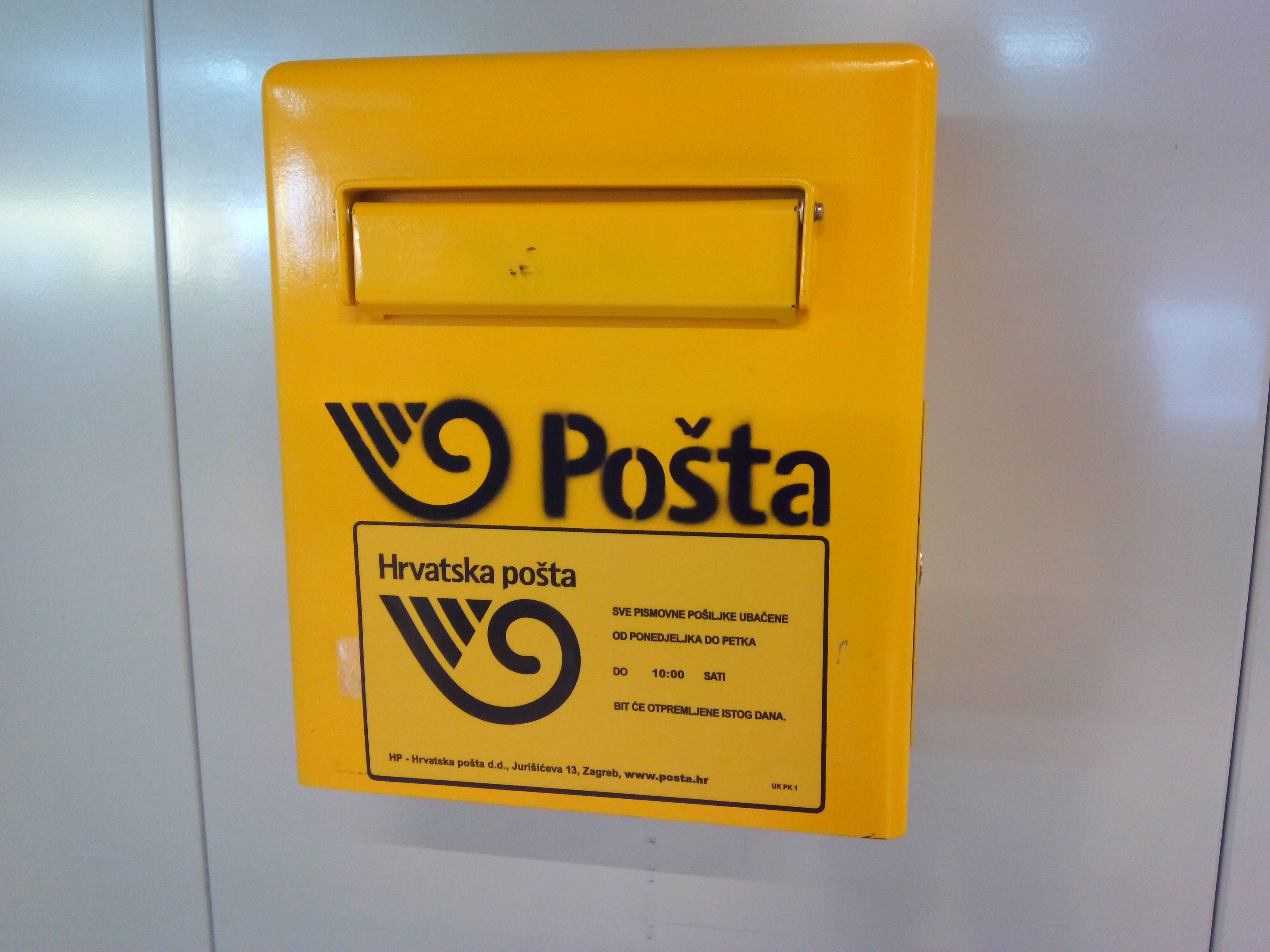
Croácia
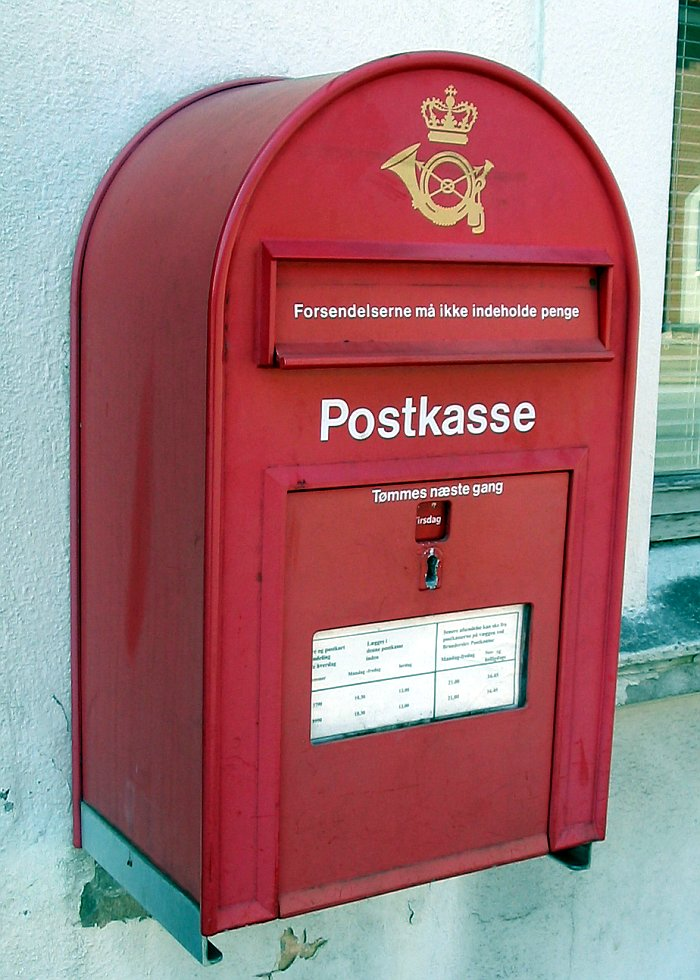
Dinamarca
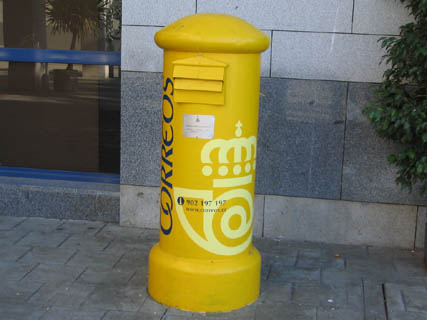
Espanha
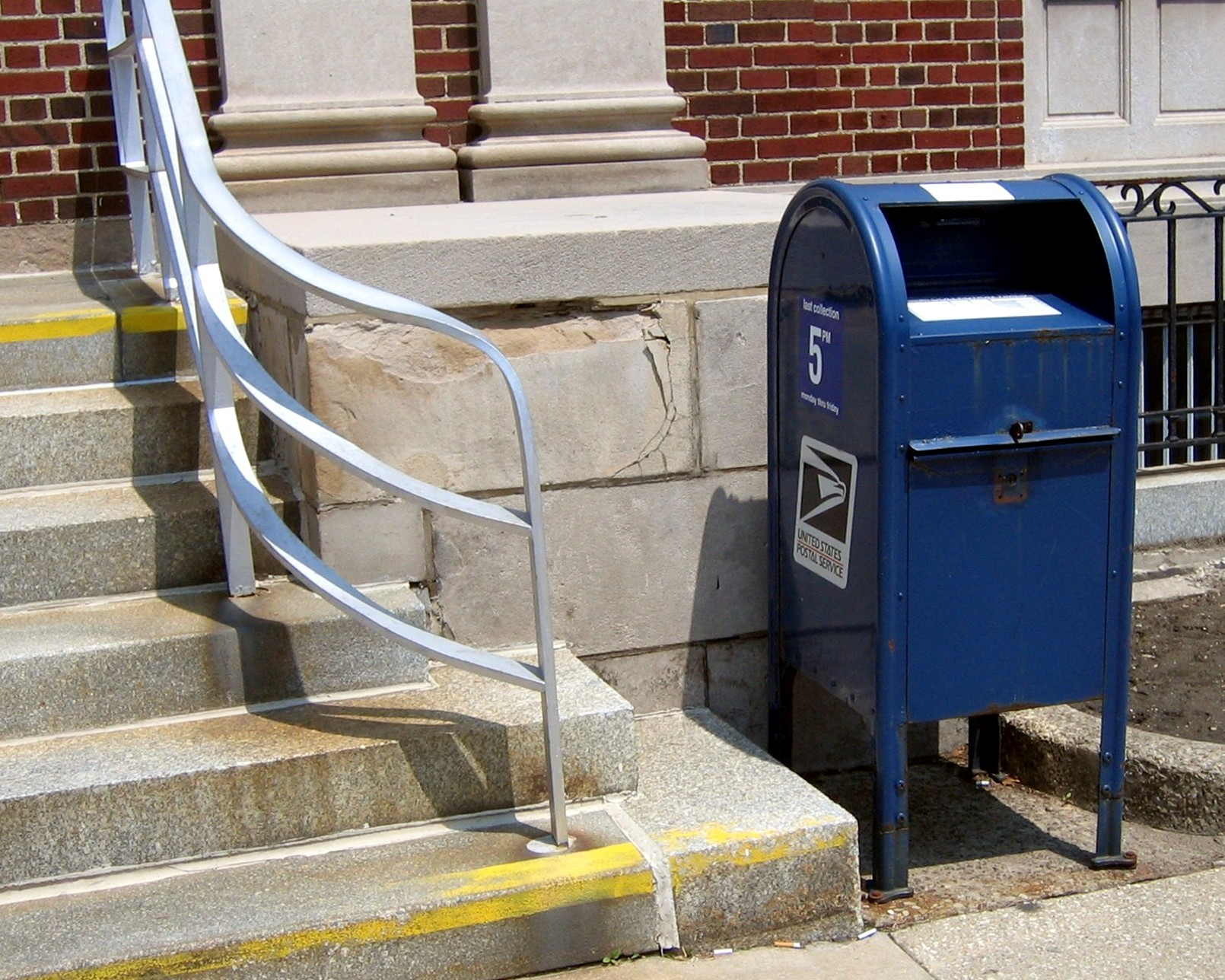
Estados Unidos
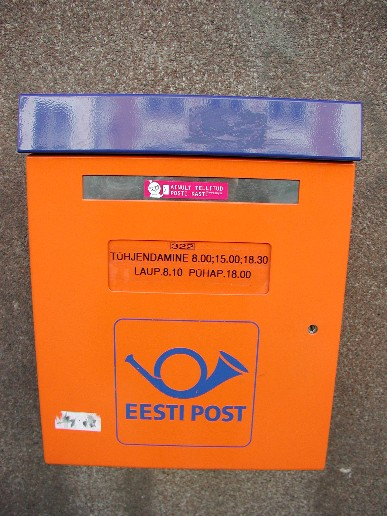
Estónia
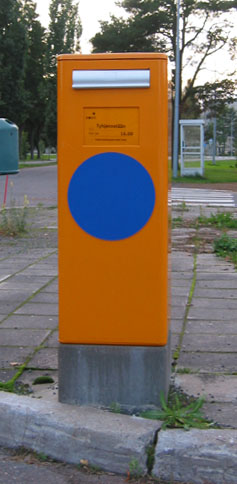
Finlândia
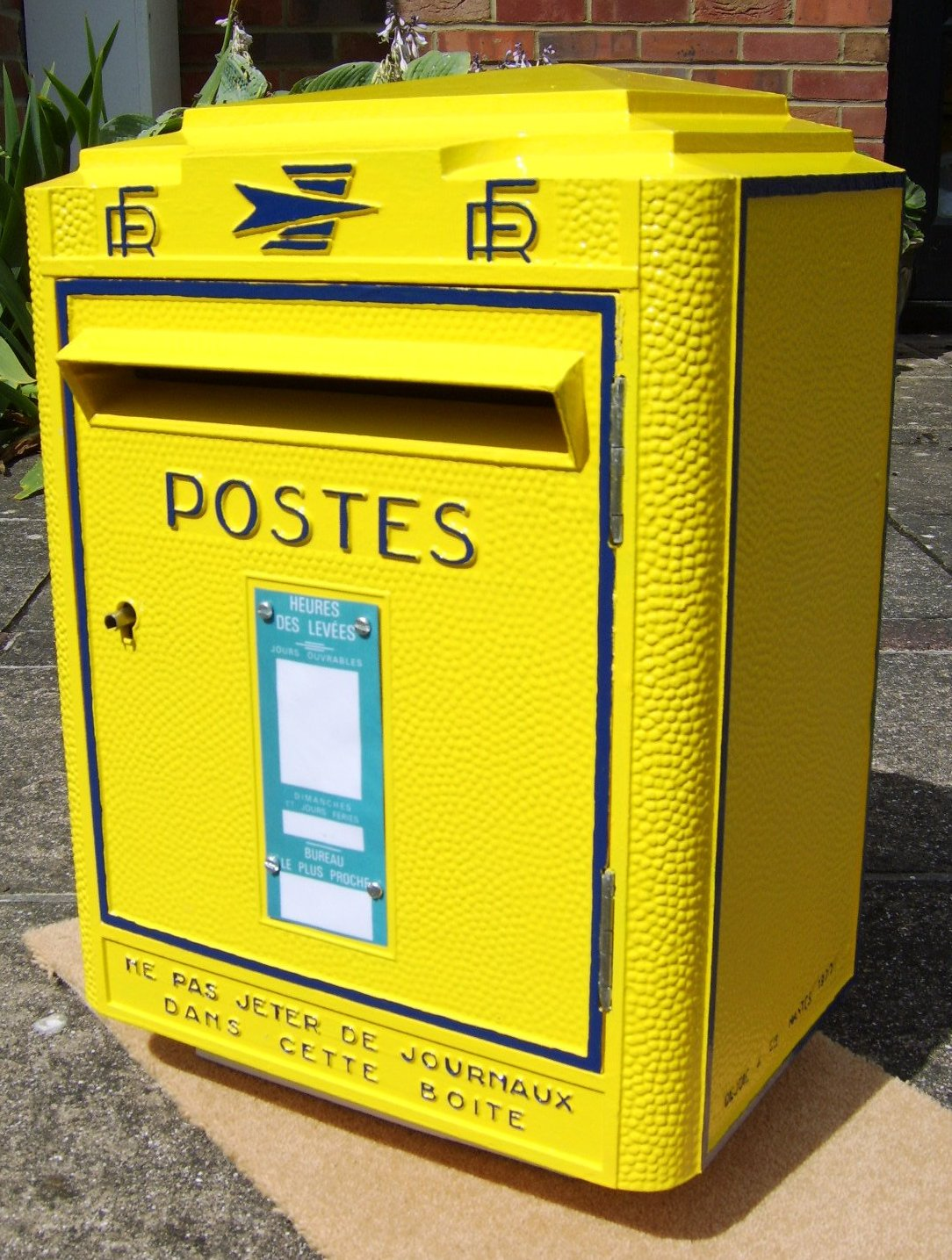
França
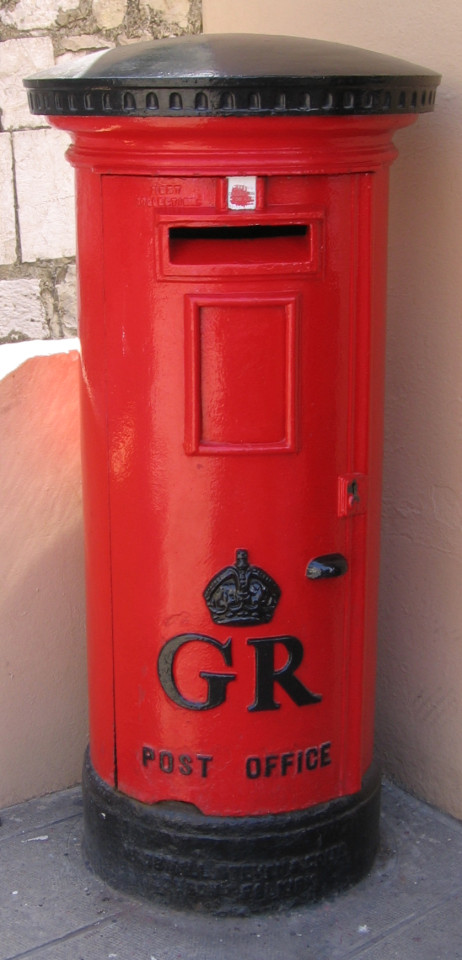
Gibraltar
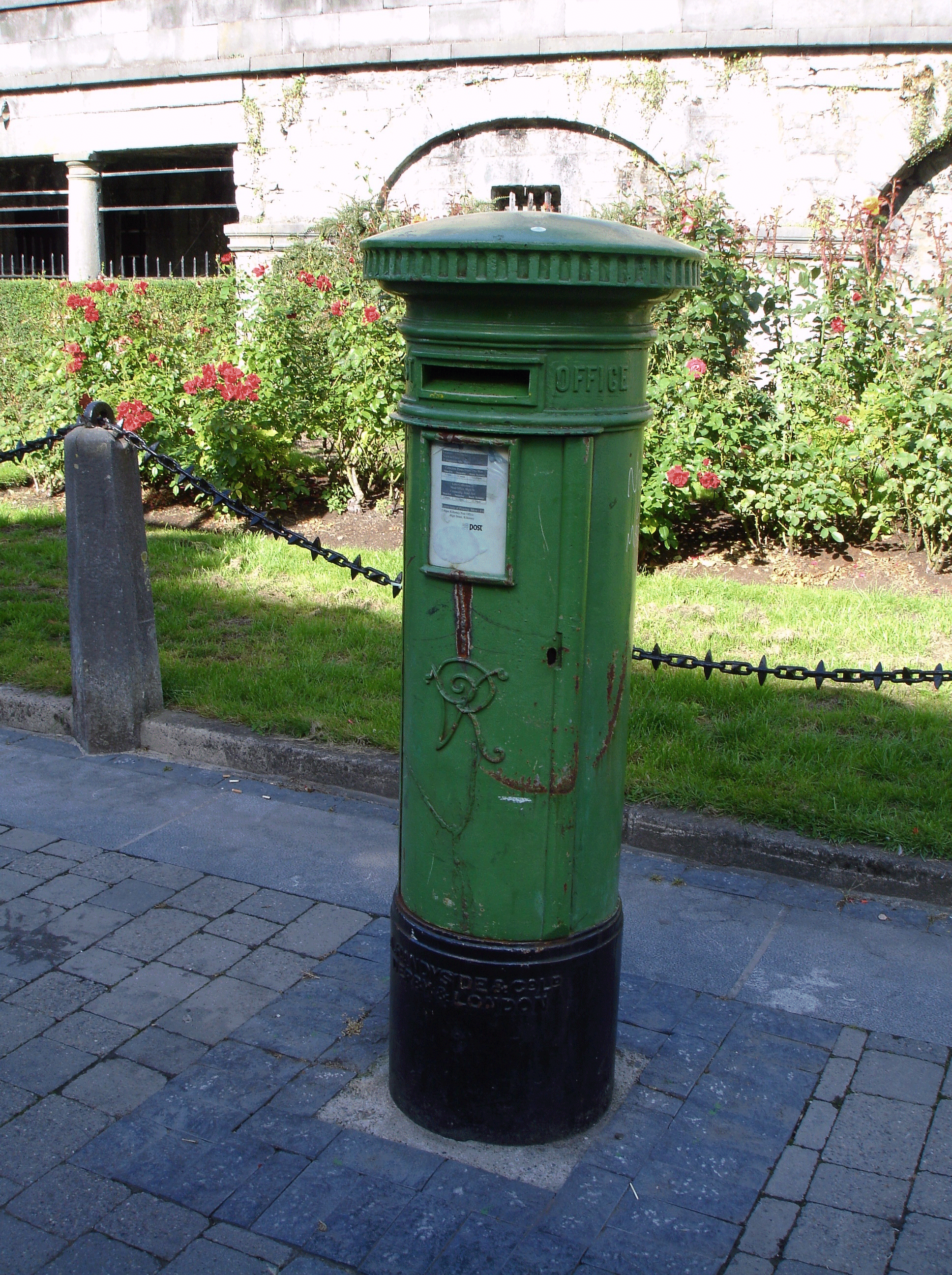
Irlanda (República)
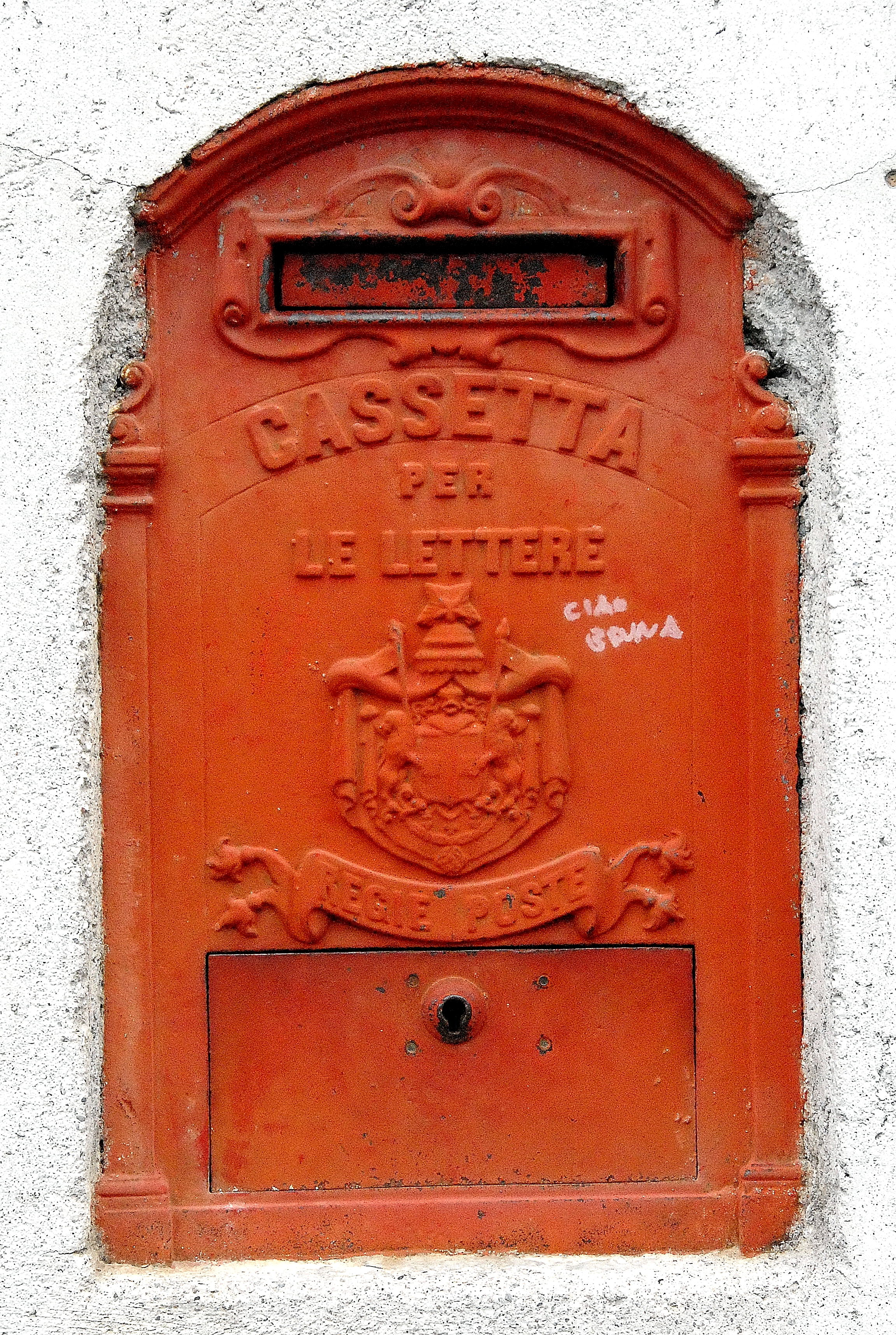
Itália
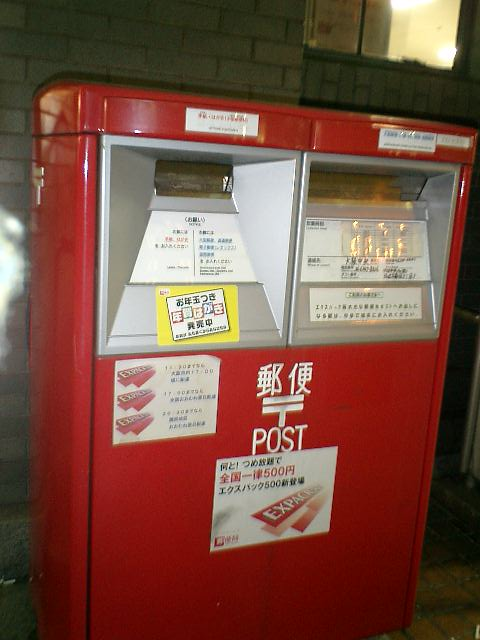
Japão
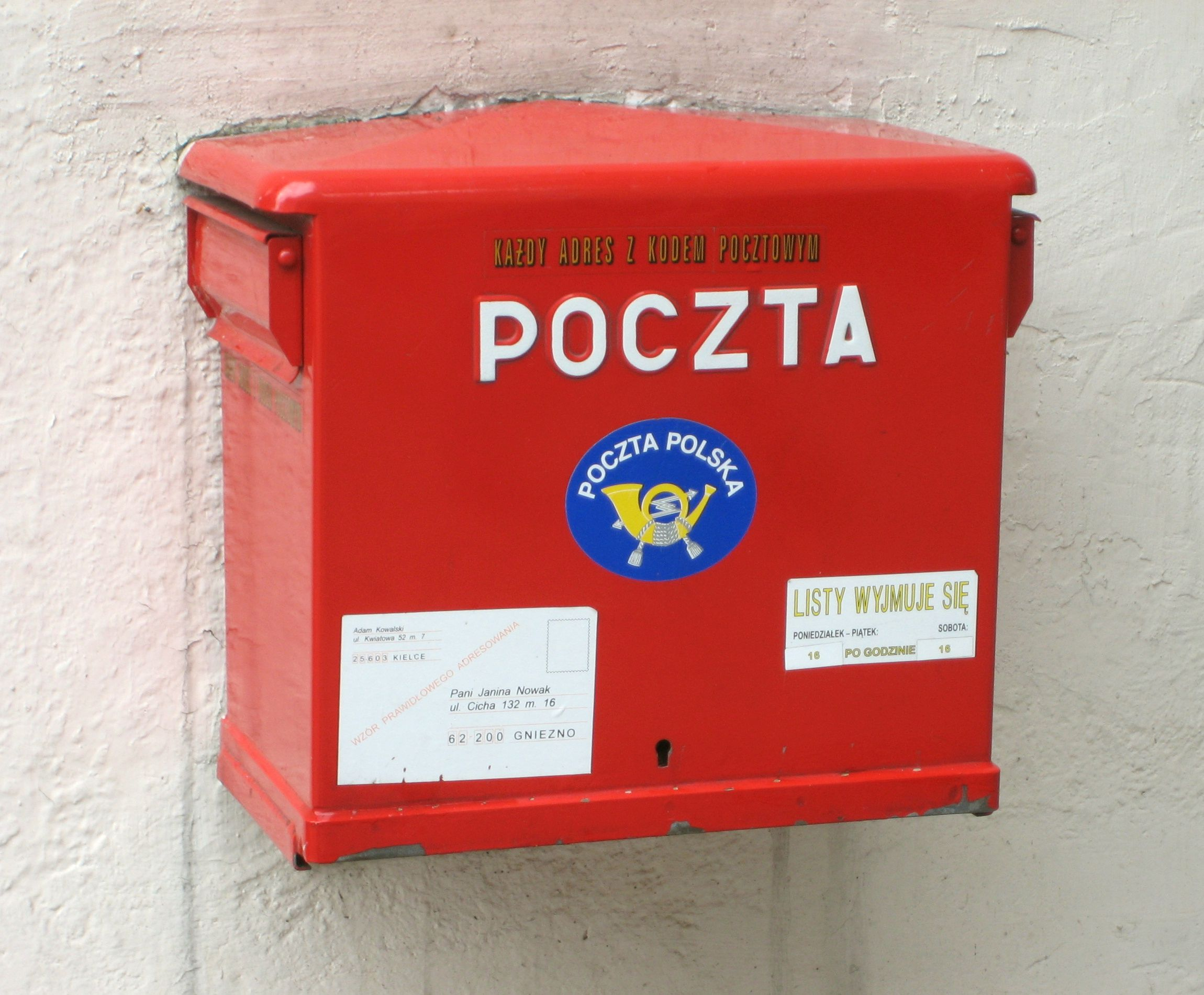
Polónia
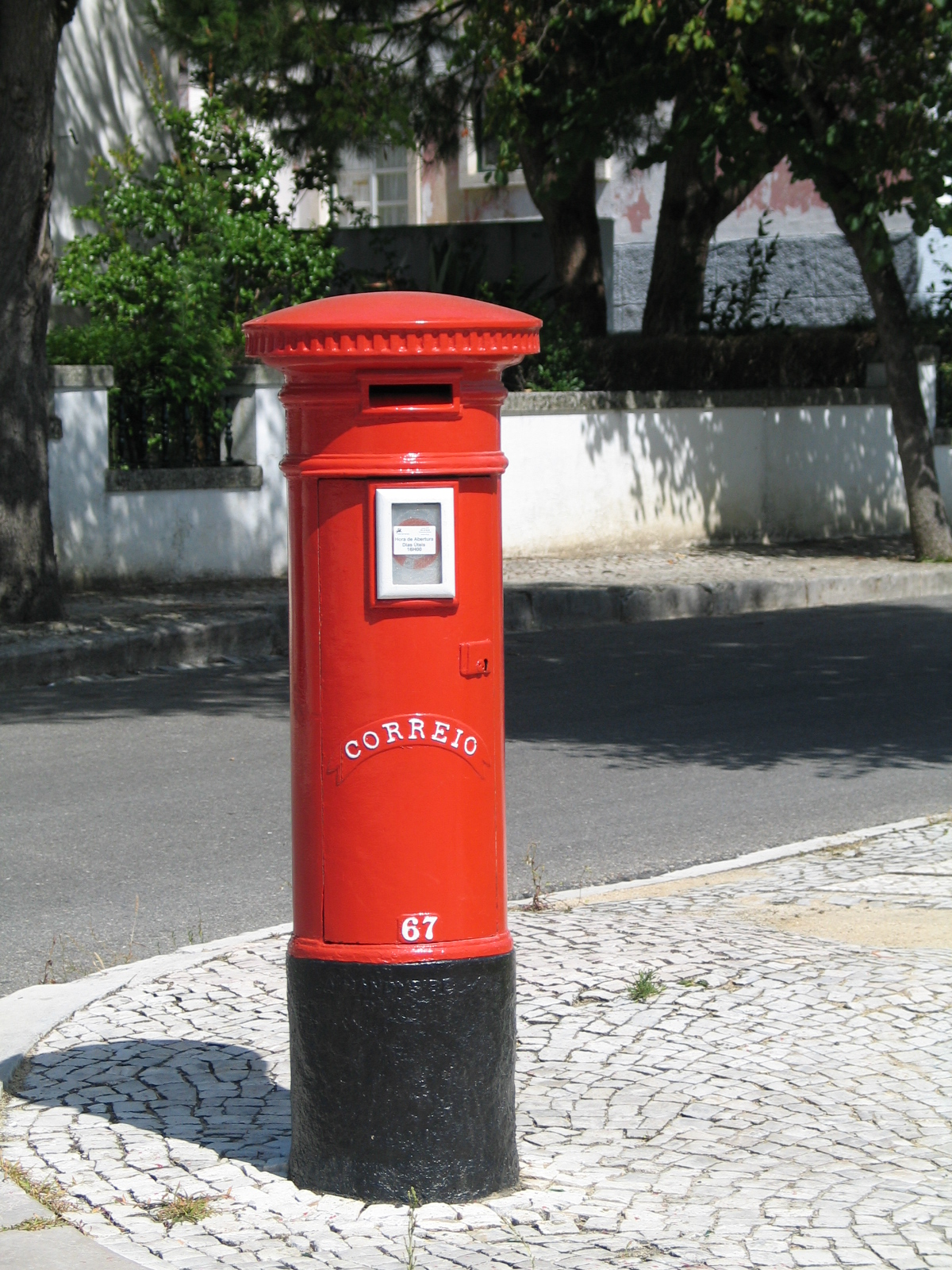
Portugal
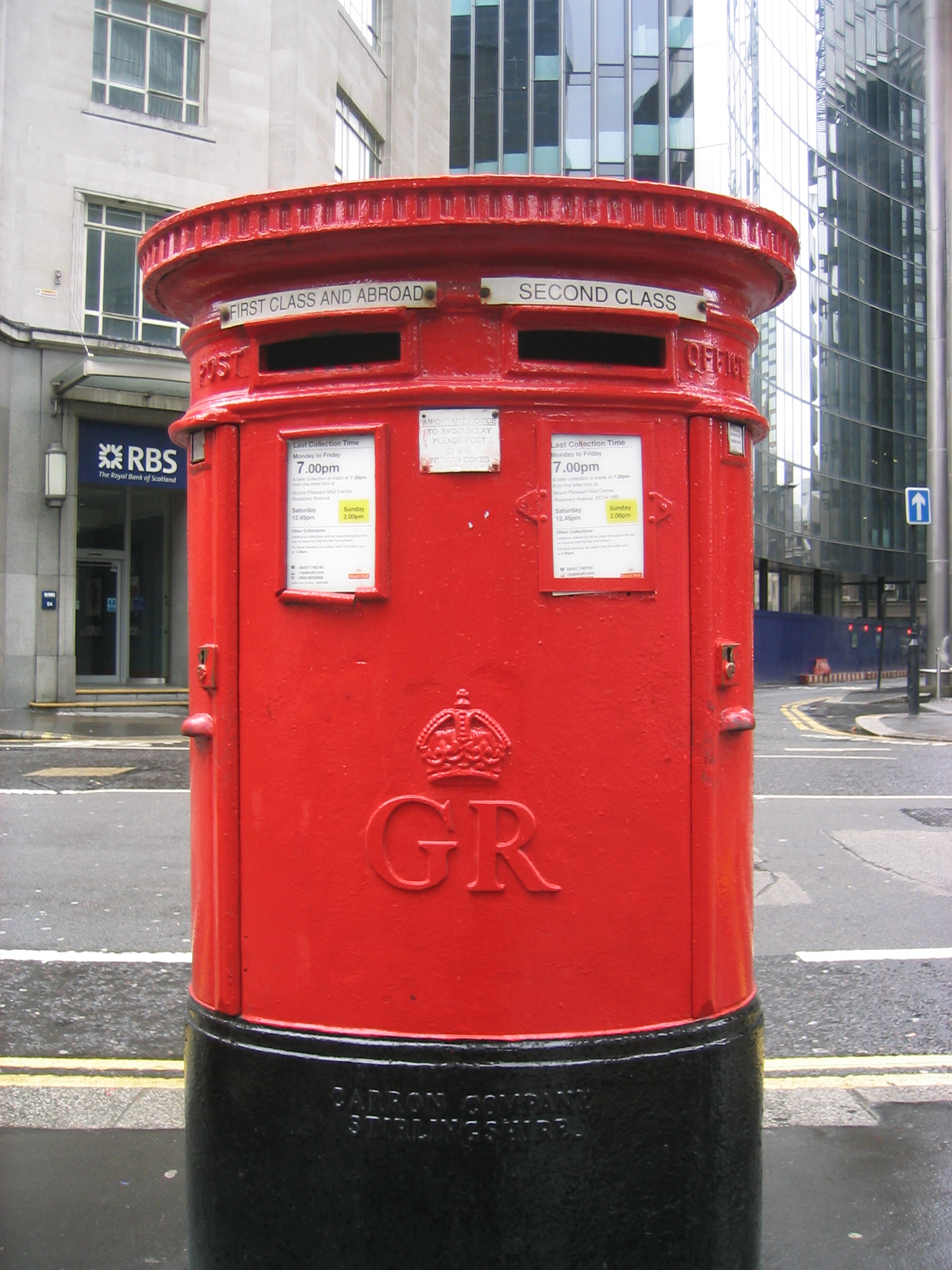
Reino Unido
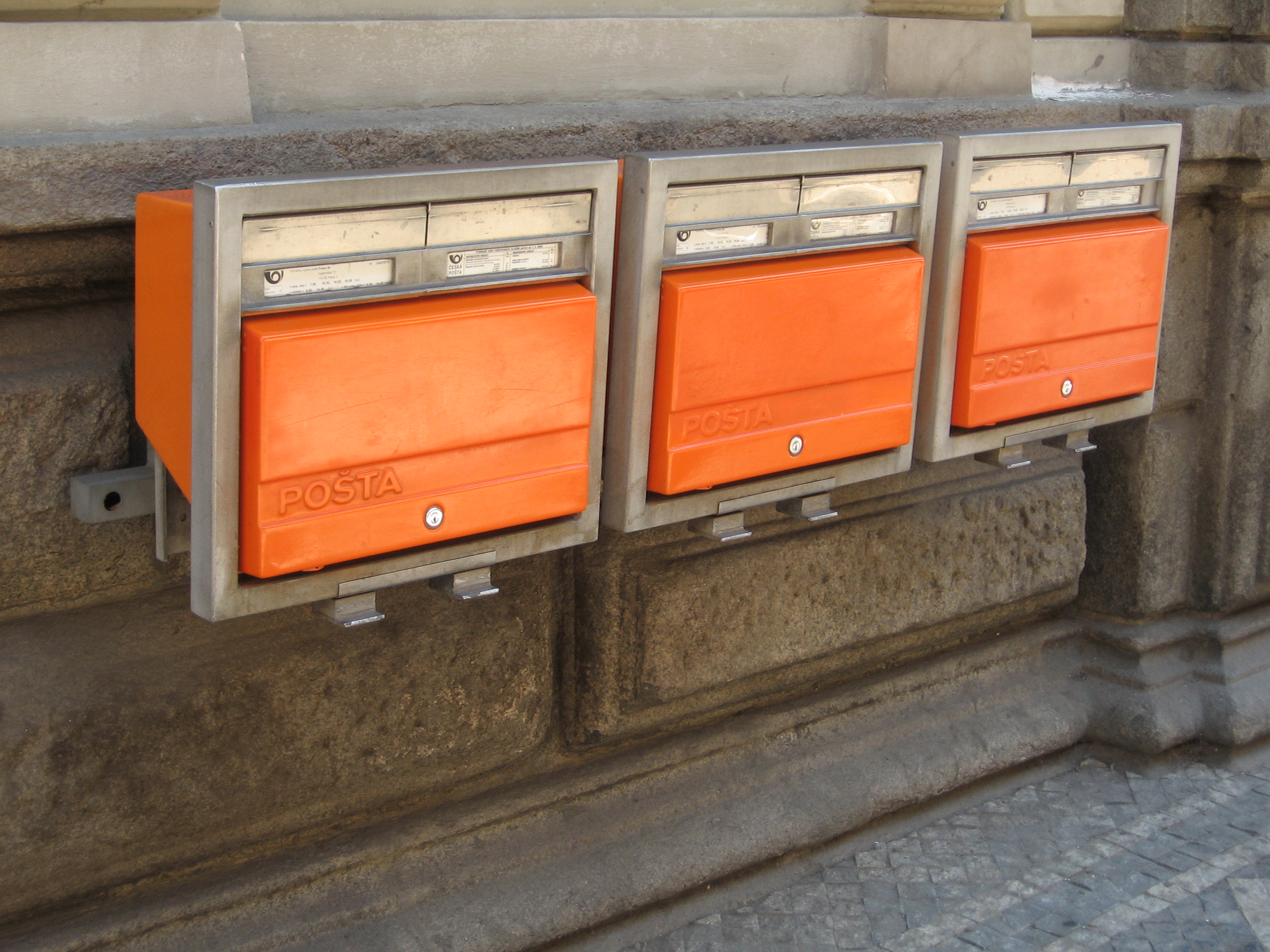
República Checa
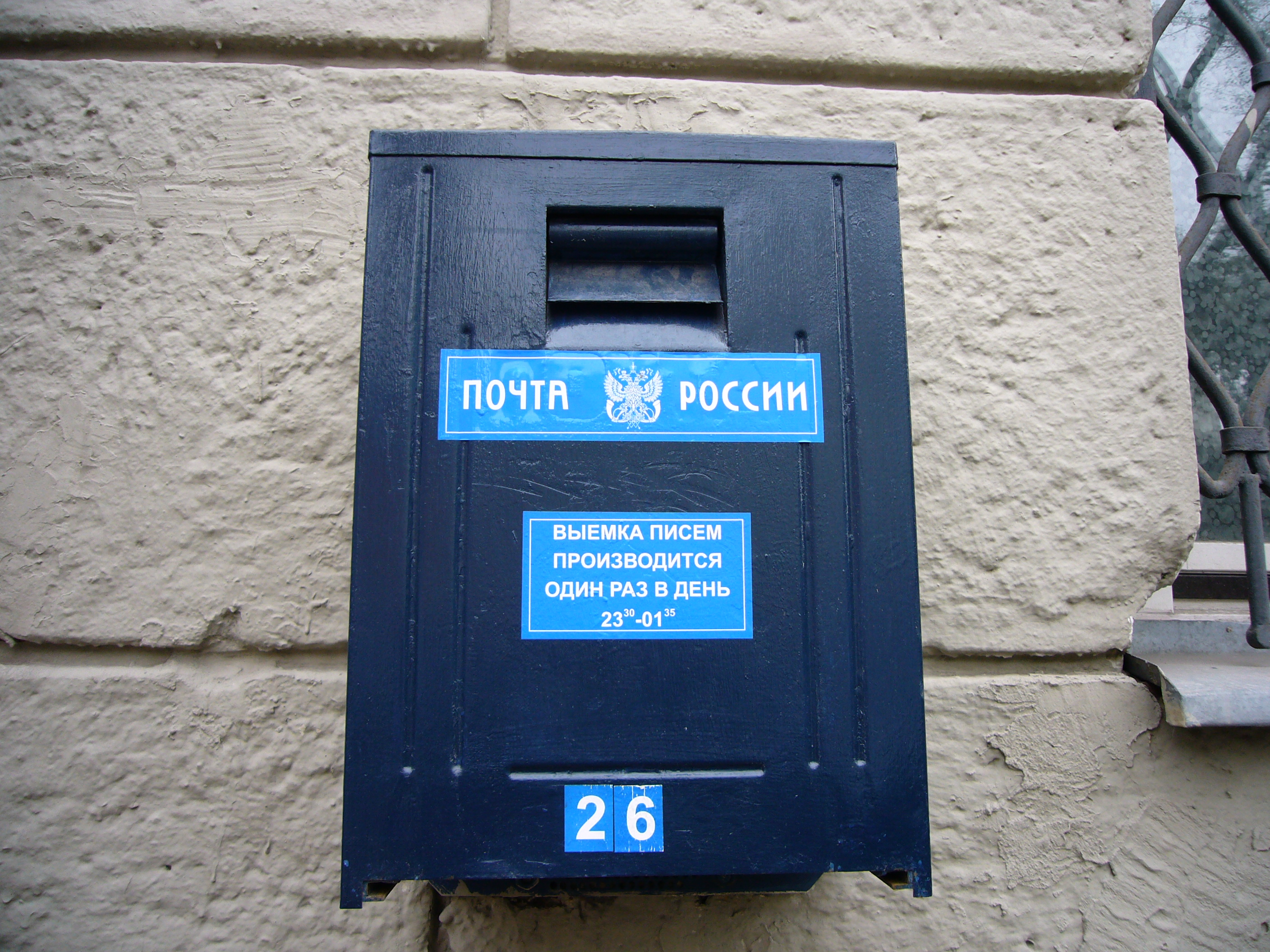
Rússia
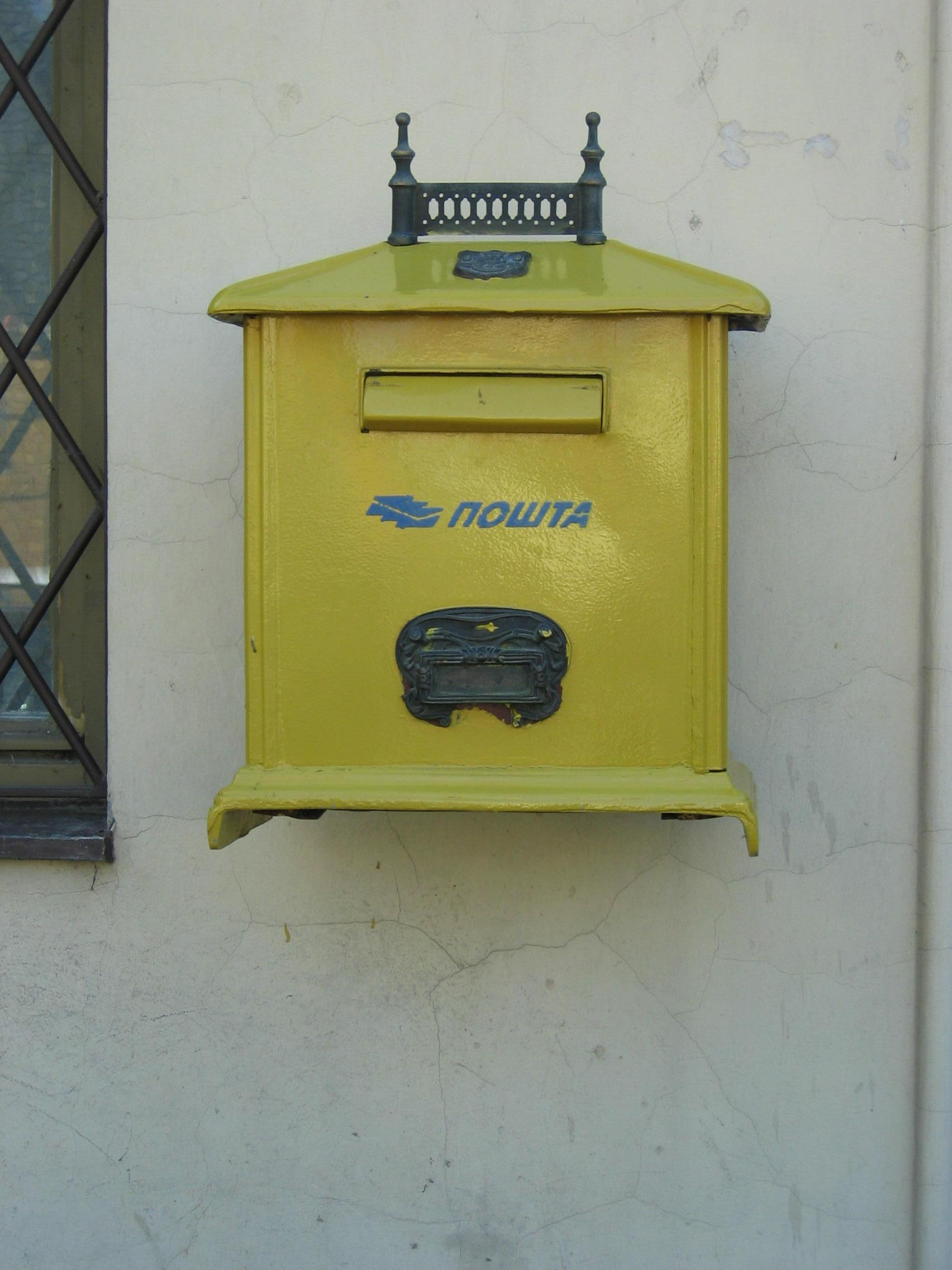
Sérvia
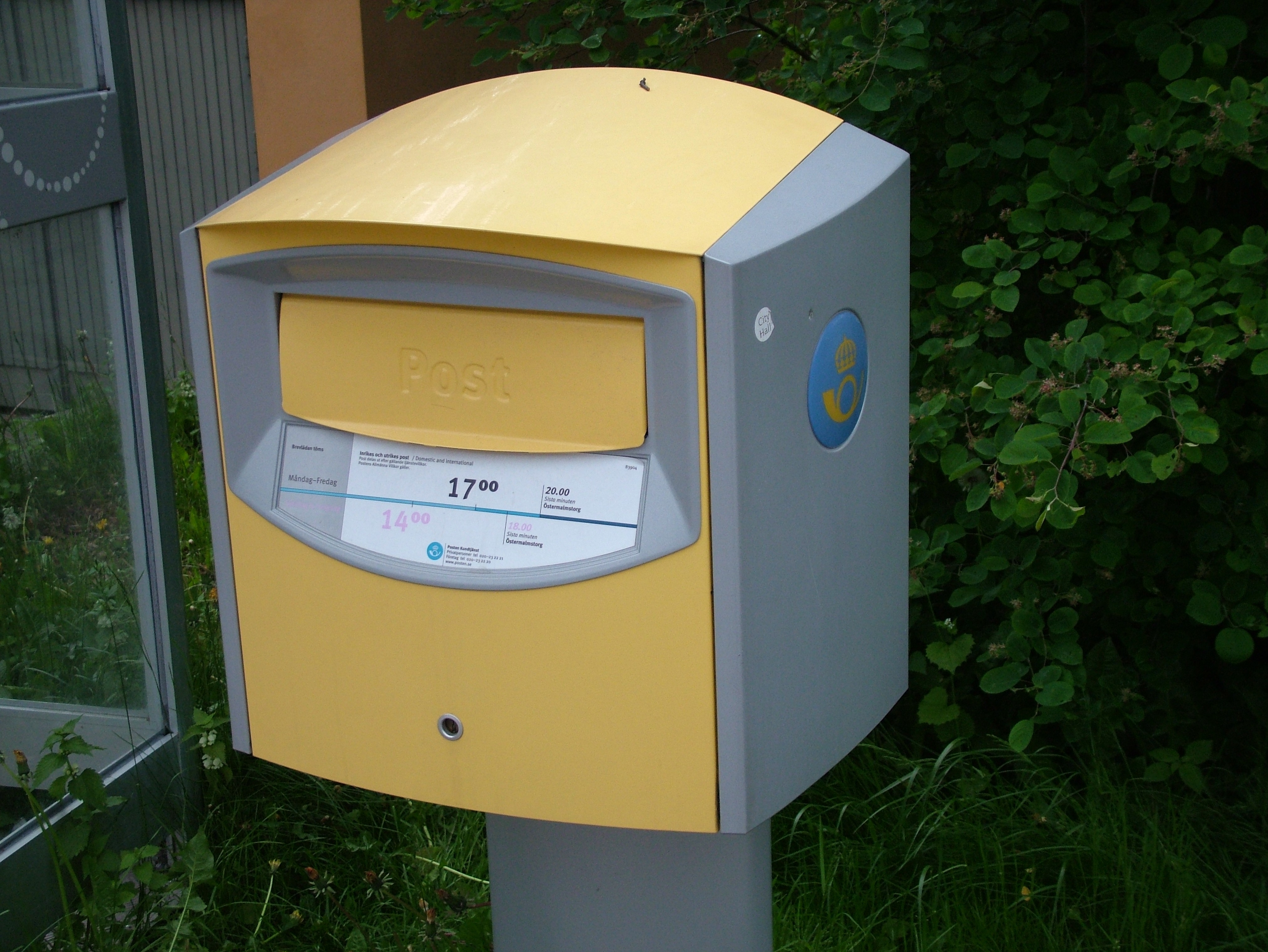
Suécia
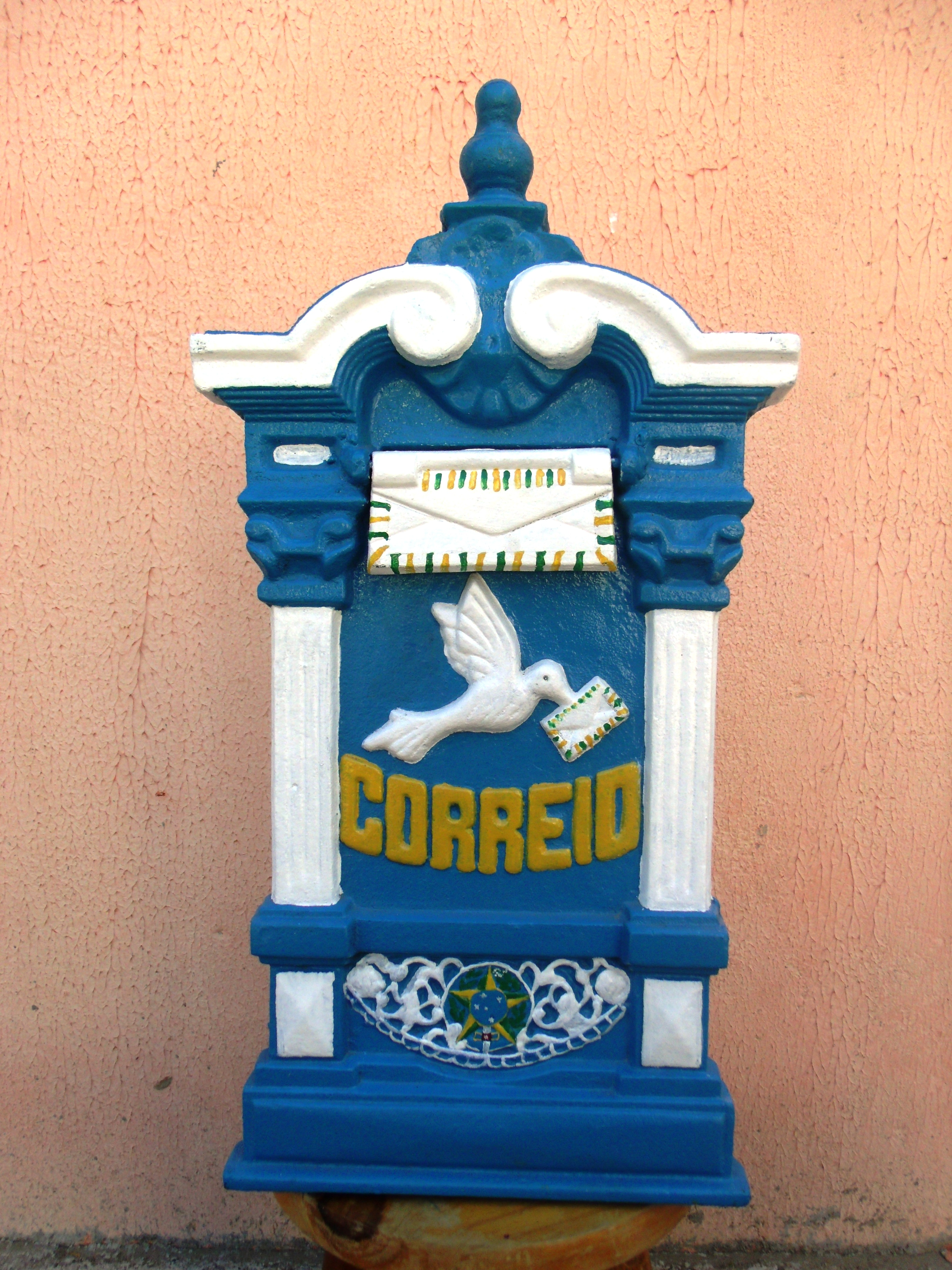
Caixa de correio vintage brasileira.